# 馬布爾岩
67°36′S 62°50′E / 67.600°S 62.833°E
馬布爾岩（英語：Marble Rock）是南極洲的岩石，位於麥克羅伯特森地，挪威製圖師根據該國探險隊拍攝的空中照片繪入地圖，在1961年以地質學家命名，現時由南極條約體系管理。